# Pachycare flavogriseum
Pachycare flavogriseum là một loài chim trong họ Acanthizidae.